# Chebba
Chebba este un oraș în Guvernoratul Mahdia, Tunisia.